# Rudimov
Rudimov (deutsch Rudimow) ist eine Gemeinde in Tschechien. Sie liegt vier Kilometer westlich von Slavičín und gehört zum Okres Zlín.

## Geographie
Rudimov befindet sich im Norden der Weißen Karpaten auf dem Gebiet des Landschaftsschutzgebietes CHKO Bílé Karpaty. Das Dorf liegt in einem Talkessel am Oberlauf des Baches Třešňůvka. Nördlich erhebt sich die Lázky (467 m), im Nordosten die Záhumenice (487 m), östlich die Ploštiny (477 m), im Süden der Plošti (467 m) sowie südwestlich die Čupy (429 m) und Kamenná (381 m).
Nachbarorte sind Dolní Lhota, Řezníček, Lazy und Nevšová im Norden, Lipová, Klenůvky und Mladotice im Nordosten, Jankulka, Slavičín und Hrádek na Vlárské dráze im Osten, Rokytnice, Vasilsko, Kolelač und Hostětín im Südosten, Pitín und Bojkovice im Süden, Ve Mlýně, Ústsko, Kvašňová, Rudice und Přečkovice im Südwesten, Kladná Žilín im Westen sowie Ještí, Za Dvorem und Petrůvka im Nordwesten.

## Geschichte
Die erste schriftliche Erwähnung des zum bischöflichen Lehn Engelsberg gehörigen Dorfes Rodimow erfolgte im Jahre 1440 im Zuge der Belehnung an den im Dienste des ungarischen Ritters Pankraz von Svätý Mikuláš stehenden Söldnerhauptmann Petr Nebojsa. Wenig später nahm Pankraz von Svätý Mikuláš das Lehn selbst in Besitz. Die Burgen Engelsberg und Světlov dienten ihm als Ausgangspunkt für Raubzüge. Nachdem der Raubritter zu einer Landplage geworden war, kauften die mährischen Stände 1449 beide Burgen auf und veräußerten sie an Burian von Vlčnov und Zich von Lipina. Letzterer verstarb bald darauf und mit bischöflicher Zustimmung erbte Burians Sohn Jiřík von Vlčnov dessen Besitz. Das Lehn Engelsberg umfasste zu dieser Zeit die Dörfer Sehradice, Nevšová, Horní Lhota, Dolní Lhota, Radimow, Krátká und Vasily. Während der Machtkämpfe zwischen Georg von Podiebrad und Matthias Corvinus wurden die Burgen Světlov und Engelsberg zerstört. Im Jahre 1474 verkaufte Jiřík von Vlčnov das Lehn Engelsberg und die Allodialherrschaft Světlov an Ctibor von Landstein. Als neuen Herrschaftssitz ließ Ctibor zwischen 1480 und 1500 bei Bojkovice die Burg Nový Světlov errichten. Das Zentrum des Lehns bildete nach der Zerstörung der Burg Engelsberg der Hof Vasilsko, nach dem es fortan als Lehngut Vasilsko bezeichnet wurde. Es blieb bis zur Mitte des 19. Jahrhunderts immer mit der Herrschaft Světlov verbunden. Im Jahre 1532 wurde das Dorf als Rodimow bezeichnet. Seit 1545 sind in Rodimow Beschneider nachweisbar, später übten sämtliche Männer des Dorfes dieses Handwerk aus. Zu den nachfolgenden Besitzern gehörten zwischen 1554 und 1592 über drei Generationen die Tettauer von Tettau. Im Jahre 1613 erwarb Franz Graf Serényi de Kis Sereni den Besitz. Nach dessen Tode erbten 1621 dessen vier Söhne Michael, Emmerich, Paul und Gabriel gemeinschaftlich den väterlichen Besitz. Nach dem Tode ihrer älteren Brüder teilten Paul und Gabriel 1633 den Besitz. Paul erhielt die Güter Luhačovice, Pozlovice, Řetechov, Pradlisko, Provodov, Podhradí, Petrůvka, Žilín, Kladná und Přečkovice, aus denen er die neue Herrschaft Luhačovice bildete, während auf Gabriel der übrige Teil von Světlov und das Lehngut Vasilsko zufiel. Weitere historische Ortsnamen sind Rudimow (1718), Radymow (1720) und Rudimow (1751). Im Jahre 1750 hinterließ Karoline Gräfin Serényi die Herrschaften Světlov, Milotice und Svatobořice sowie das Lehngut Vasilsko ihrem Ehemann Quiard Josef Graf Saint Julien. Dieser kaufte 1757 dem Bistum Olmütz für 12000 Gulden das Gut Vasilsko aus dem Lehn frei. Im Jahre 1803 verkauften seine Söhne den Besitz an Sophie Haugwitz von Biskupitz. Von ihr fiel das Gut Vasilsko als Erbe an ihren Sohn Karl Haugwitz von Biskupitz und später dessen Schwager Heinrich Graf Larisch-Moennich. Im Jahre 1812 wurde in Rudimow eine Behelfsschule eingerichtet, zuvor erfolgte der Unterricht in Slavičín. In den Fluren Lochy und Drahanec erfolgte in der ersten Hälfte des 19. Jahrhunderts der Abbau von Pelosiderit, das in der Hütte in Bojkovice eingeschmolzen wurde. Ein Großteil der Männer reiste über das Land und bot seine Dienste bei der Beschneidung des Viehs an. Bis zur Mitte des 19. Jahrhunderts blieb das Dorf immer dem Gut Vasilsko untertänig.
Nach der Aufhebung der Patrimonialherrschaften bildete Rudimov/Rudimow ab 1850 eine Gemeinde in der Bezirkshauptmannschaft Uherský Brod und dem Gerichtsbezirk Valašské Klobouky. Nach dem Tode seines Vaters vereinte Eugen Larisch-Moennich ab 1859 die Güter Světlov und Vasilsko zu einer Einheit. Nach der Aufhebung der Bezirkshauptmannschaften gehörte Rudimov ab 1854 zunächst zum Bezirk Uherský Brod und wurde im Jahre darauf dem Bezirksamt Valašské Klobouky zugewiesen. Ab 1868 gehörte das Dorf zur wiedererrichteten Bezirkshauptmannschaft Uherský Brod und zwei Jahre später auch zum dortigen Gerichtsbezirk. 1885 entstand eine einklassige tschechische Dorfschule. Zum Ende des 19. Jahrhunderts wurde der Ort über eine Dekade als Rudímov bezeichnet. Zu den weiteren Besitzern der Güter gehörten ab 1884 die Grafen Bellegarde, ab 1906 der Graf Karátsonyí, und ab dem darauffolgenden Jahr der Fürst Lubomirski. Im Jahre 1905 wurde Rudimov dem Gerichtsbezirk Bojkovice zugeordnet, zu dem der Ort bis 1948 gehörte. Die Freiwillige Feuerwehr gründete sich 1907. Im Jahre 1914 erwarb die Bodenbank den Großgrundbesitz. Ab 1926 gehörten die Ländereien der Familie Zbořil. 1949 wurde die Gemeinde dem Okres Valašské Klobouky zugeordnet. Nach dessen Aufhebung des Okres Valašské Klobouky kam Rudimov Ende 1960 zum Okres Gottwaldov. Zwischen 1980 und 1991 war Rudimov nach Slavičín eingemeindet. Die gezimmerten Brunnen an den Grundstücken 23 und 82 wurden in den 1970er Jahren zerstört und 1983 aus der Denkmalliste gestrichen. Seit 1992 besteht die Gemeinde Rudimov wieder. Sie führt ein Wappen und Banner.

## Gemeindegliederung
Für die Gemeinde Rudimov sind keine Ortsteile ausgewiesen. Zu Rudimov gehören die Ansiedlungen Jankulka, Vasilsko und Ve Mlýně.

## Sehenswürdigkeiten
- Gezimmerter walachischer Glockenturm aus dem Jahre 1780
- Haus Nr. 44, es befindet sich heute im walachischen Freilichtmuseum Rožnov pod Radhoštěm
- Steinernes Kreuz in der Flur Rybníčky, geschaffen 1746
- Hölzernes Kreuz mit reich verziertem Relief und Christusfigur, am Haus Nr. 15 aus dem Jahre 1820
- Hölzernes Kreuz mit Schnitzwerk und Christusfigur, in der Flur Doubravy, geschaffen 1925
- Kreuz aus Holz und Blech, an der alten Linde beim Hügel Kaková
- Denkmal für die Opfer des Ersten Weltkrieges
- Gedenktafel für den RAF-Piloten Otakar Janůj, geschaffen 2008
- Slawische Grabhügel auf den Fluren Spalica, Paličky a Gradca
- Burgstall Gradca – Na ploštinách